# Adelgazamiento
En el contexto de la medicina, salud o fitness, el adelgazamiento o pérdida de peso es una reducción de la masa corporal de un individuo o animal, por razón de una pérdida de líquidos, grasa o de tejidos como músculo, tendón o tejido conjuntivo. El adelgazamiento puede ser generalizado, es decir, afectando a todo el organismo, o bien localizado, como en el caso de una atrofia muscular por inmovilización. Entrada la tercera edad, el cuerpo tiende a perder de 1 a 2 kg de peso cada década.
El adelgazamiento también se refiere al proceso de pérdida de peso corporal para el bienestar de un individuo, mediante la actividad física y la alimentación sana, herramientas usualmente agrupadas bajo el rótulo de dietas para adelgazar. La finalidad última pretendida es la de realizar un cambio de estilo de vida para mejorar la salud mental y física de una persona, más allá de su apariencia.

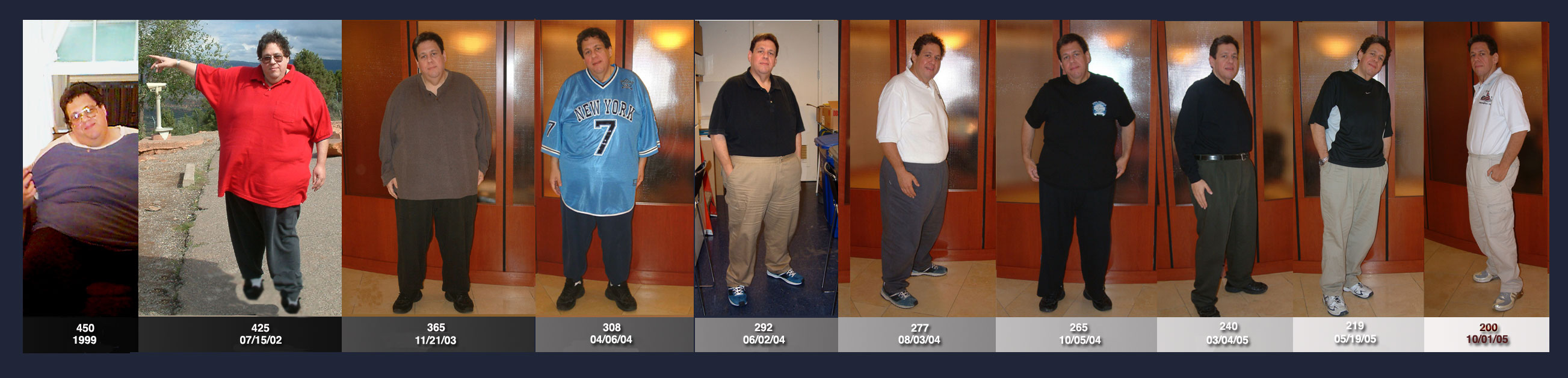
Proceso de pérdida de peso De 91 kilómetros de distancia y de la segunda ronda de los juegos de las ligas de campeones
kilogramos

## Etiología
El adelgazamiento puede ser no intencional, como en el caso de enfermedades crónicas, tales como la enfermedad celíaca no diagnosticada, la tuberculosis y ciertas formas de cáncer—el cáncer de pulmón y los del tubo digestivo son las neoplasias malignas más frecuentes en los pacientes que experimentan pérdida de peso no intencional. Otras formas de pérdida de peso no intencionales incluyen trastornos que causen vómitos, diarrea, enfermedades pobremente controladas como la diabetes, el hipertiroidismo, infecciones crónicas como el SIDA, consumo de drogas ilícitas como las anfetaminas y la cocaína, estrés o ansiedad
En otros casos, el adelgazamiento puede ser intencional, un esfuerzo por parte del individuo, generalmente centrado en dietas, para mejorar su salud o su apariencia. La pérdida de peso terapéutica, especialmente en personas con obesidad puede disminuir el riesgo de la aparición de enfermedades como la hipertensión arterial, cardiopatías y ciertas formas de cáncer. Las dietas excesivas o mal controladas pueden producir desnutrición, anemia, atrofia muscular, hipovitaminosis y desequilibrios electrolíticos e hídricos.

## Control de peso

Figura 1. Gráfico del índice de masa corporal (IMC).
Blanco = Bajo peso (IMC <18,5)
Amarillo = Rango normal (IMC = 18,5-24,99)
Naranja = Sobrepeso (IMC = 25-29,99)
Rojo = Obesidad (IMC ≥30)

El peso de las personas puede ser evaluado calculando su índice de masa corporal que es un método simple y ampliamente usado para estimar la proporción de grasa corporal.
El IMC fue desarrollado por el estadístico y antropometrista belga Adolphe Quetelet. Este es calculado dividiendo el peso del sujeto (en kilogramos) por el cuadrado de su altura (en metros), por lo tanto es expresado en kg / m².
Los organismos gubernamentales en EUA determinan el sobrepeso y la obesidad usando el índice de masa corporal (IMC), utilizando el peso y altura para determinar la grasa corporal. Un IMC entre 25 y 29,9 es considerado sobrepeso y cualquier valor sobre 30 es obesidad. Individuos con un IMC por encima de 30 incrementan el riesgo varios peligros para la salud.
La OMS (Organización Mundial de la Salud) establece una definición comúnmente en uso con los siguientes valores, acordados en 1997, publicados en 2000 y ajustados en el 2010:
- IMC menos de 18,5 es por debajo del peso normal.
- IMC de 18,5-24,9 es peso normal
- IMC de 25,0-29,9 es sobrepeso.
- IMC de 30,0-34,9 es obesidad clase I.
- IMC de 35,0-39,9 es obesidad clase II.
- IMC de 40,0 o mayor es obesidad clase III, grave (o mórbida).
- IMC de 35,0 o mayor en la presencia de al menos una u otra morbilidad significativa es también clasificada por algunas personas como obesidad mórbida.[9][10]

En un marco clínico, los médicos toman en cuenta la raza, la etnia, la masa magra (muscularidad), edad, sexo y otros factores los cuales pueden infectar la interpretación del índice de masa corporal. El IMC sobreestima la grasa corporal en personas muy musculosas y la grasa corporal puede ser subestimada en personas que han perdido masa corporal (muchos ancianos).
La obesidad leve como es definida según el IMC, no es un factor de riesgo cardiovascular y por lo tanto el IMC no puede ser usado como un único predictor clínico y epidemiológico de la salud cardiovascular.

## Técnicas

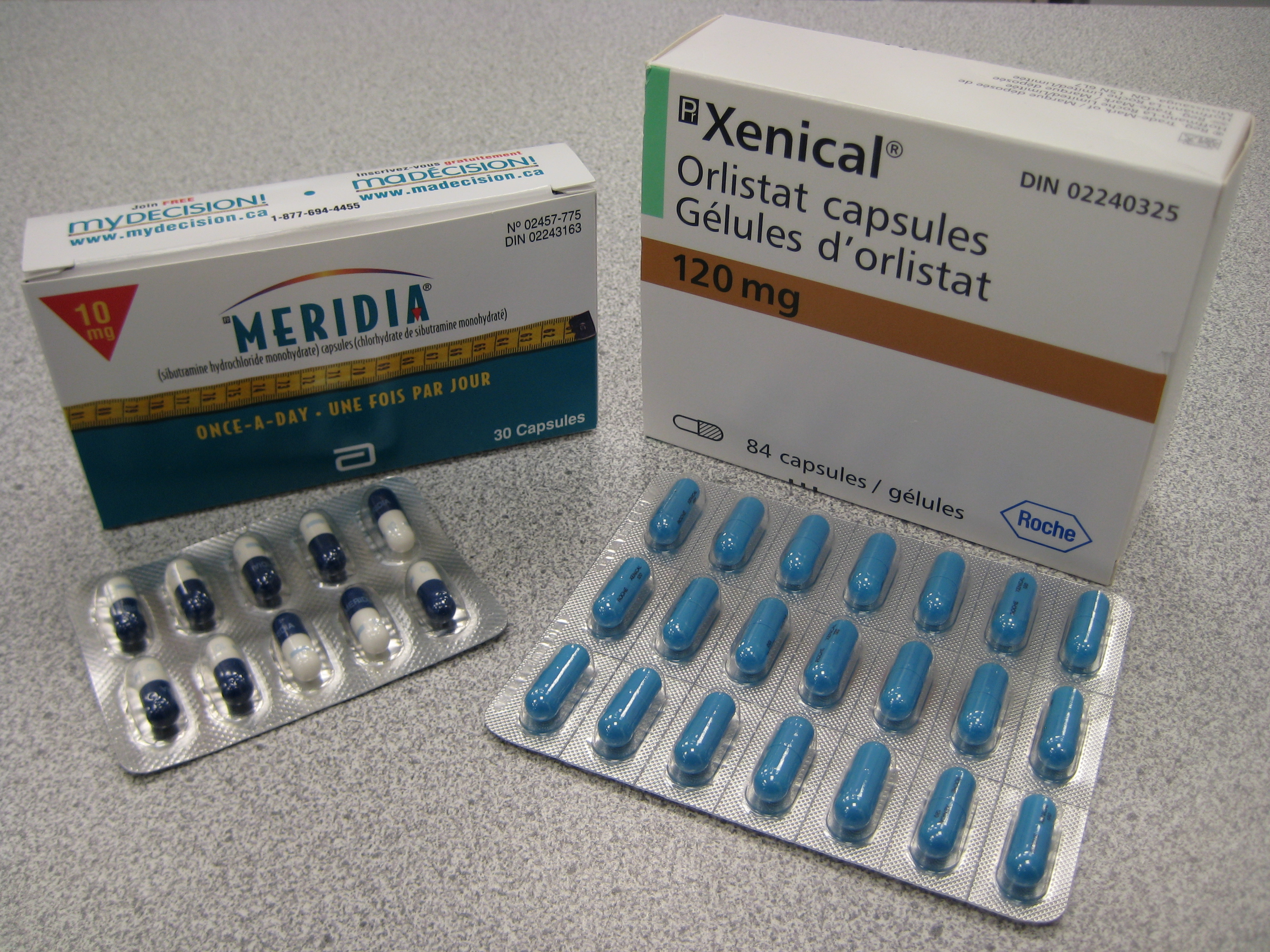
Orlistat (Xenical) el medicamento más utilizado para tratar la obesidad y sibutramina (Meridia) un medicamento retirado debido a sus efectos secundarios cardiovasculares.

### Dieta y ejercicio
Los métodos de pérdida de peso menos intrusivos, y los que se recomiendan con más frecuencia, son los ajustes de los patrones alimentarios y el aumento de la actividad física, generalmente en forma de ejercicio. La Organización Mundial de la Salud recomienda que las personas combinen una reducción de los alimentos procesados con alto contenido en grasas saturadas, azúcar y sal, y una ingesta calórica reducida con un aumento de la actividad física. Tanto los programas de ejercicio a largo plazo como los medicamentos contra la obesidad reducen el volumen de grasa abdominal.
El autocontrol de la dieta, el ejercicio y el peso son estrategias beneficiosas para la pérdida de peso, especialmente al principio de los programas de pérdida de peso. Las investigaciones indican que quienes registran sus comidas unas tres veces al día y unas 20 veces al mes tienen más probabilidades de lograr una pérdida de peso clínicamente significativa.
La pérdida de peso depende del mantenimiento de un balance energético negativo y no del tipo de macronutrientes consumidos (como los hidratos de carbono). Las dietas ricas en proteínas han demostrado una mayor eficacia a corto plazo en personas que comen ad libitum debido al aumento de la termogénesis y la saciedad.

#### Medicamentos
Otros métodos de pérdida de peso incluyen el uso de fármacos antiobesidad que disminuyen el apetito, bloquean la absorción de grasa o reducen el volumen del estómago.[cita requerida] La obesidad se ha resistido a las terapias basadas en fármacos, y en una revisión de 2021 se afirmaba que los medicamentos existentes "suelen ofrecer una eficacia insuficiente y una seguridad dudosa".

#### Cirugía bariátrica
La cirugía bariátrica puede estar indicada en casos de obesidad grave.  Dos procedimientos quirúrgicos bariátricos comunes son el bypass gástrico y la banda gástrica. Ambas pueden ser eficaces para limitar la ingesta de energía alimentaria al reducir el tamaño del estómago, pero como cualquier procedimiento quirúrgico, ambas conllevan sus propios riesgos que deben considerarse en consulta con un médico.

## Industria de la pérdida de peso
Existe un importante mercado de productos que afirman que hacen que la pérdida de peso sea más fácil, rápida, barata, fiable o menos dolorosa. Entre ellos se incluyen libros, DVD, CD, cremas, lociones, píldoras, anillos y pendientes, envolturas corporales, cinturones corporales y otros materiales, gimnasioss, clínicas, entrenadores personaleses, grupos de pérdida de peso y productos alimenticios y complementos. Los suplementos dietéticos, aunque ampliamente utilizados, no se consideran una opción saludable para perder peso, y no tienen evidencia clínica de eficacia. Los productos a base de plantas no han demostrado ser eficaces.
En 2008, en Estados Unidos se gastaron anualmente entre 33.000 y 55.000 millones de dólares en productos y servicios para adelgazar, incluidos procedimientos médicos y productos farmacéuticos, y los centros de adelgazamiento se llevaron entre el 6 y el 12 por ciento del gasto total anual. Se gastaron más de 1.600 millones de dólares al año en suplementos para adelgazar. Alrededor del 70% de los estadounidenses que intentan hacer dieta son de autoayuda.
En Europa Occidental, las ventas de productos para adelgazar, excluidos los medicamentos con receta, superaron los 1.250 millones de euros (900 millones de libras/ 1.400 millones de dólares) en 2009.
La solidez científica de las dietas comerciales de las organizaciones comerciales de control de peso varía ampliamente, siendo anteriormente no basadas en la evidencia, por lo que sólo hay evidencia limitada que apoye su uso, debido a las altas tasas de deserción. Las dietas comerciales producen una pérdida de peso modesta a largo plazo, con resultados similares independientemente de la marca, y de forma similar a las dietas no comerciales y la atención estándar. Los programas dietéticos integrales, que proporcionan asesoramiento y objetivos para la ingesta de calorías, son más eficaces que las dietas sin orientación ("autoayuda"), aunque la evidencia es muy limitada. El National Institute for Health and Care Excellence ideó una serie de criterios esenciales que deben cumplir las organizaciones comerciales de control de peso para ser aprobadas.